# Bei mir zuhause
Bei mir zuhause ist ein autobiografischer Comic von Paulina Stulin. Die Geschichte erschien im Jahr 2020 beim Jaja Verlag, die Autorin sammelt darin Gedanken und Ereignisse aus etwa einem Jahr ihres Lebens.

## Handlung
Die Comiczeichnerin schildert in ihrem dritten Comic kleinere und größere Episoden und Gedanken aus etwa einem Jahr ihres Lebens. Der zentrale Handlungsort ist Stulins Heimatstadt Darmstadt, eine besondere Rolle spielt dabei die kleine Dachgeschosswohnung der 30-jährigen Autorin. In ihrem umfangreichen Werk geht Stulin auf zahlreiche Themen und Erlebnisse aus ihrem Alltag ein, darunter befinden sich Drogenkonsum, Ernährung, Feminismus, Körperbild, Liebeskummer, Politik und Sex.

## Entstehung und Stil
Während ihres Auslandssemesters in Krakau im Jahr 2010 begann Stulin ein Tagebuch zu schreiben. Nach einer längeren Pause nahm sie ihr Tagebuch 2015 wieder auf und dieses diente als Grundlage für ihren Comic. Bei mir zuhause ist die dritte und bisher umfangreichste Veröffentlichung von Paulina Stulin. An dem Comic mit mehr als 600 Seiten arbeitete die Künstlerin über fünf Jahre lang. Wiederholt kommen längere Passagen gänzlich ohne Text aus, etwa wenn die Autorin über sechs Seiten die einzelnen Handgriffe zur Zubereitung eines Knoblauchbaguettes zeichnet. Die Bilder sind in satten Farben gemalt und kommen ohne abgrenzende Linien zwischen den Flächen aus. Die Farbpalette ist eher von hellen und leuchtenden Tönen geprägt, es kommen aber auch dunkle Farben zum Einsatz. Bei Deutschlandfunk Kultur wird der Stil von Bei mir zuhause als eine „Mischung aus fotorealistisch und […] Impressionismus“ beschrieben. Die Zeichnungen sind am Tablett entstanden, ohne den Einsatz von Fotos war der Spiegel ebenfalls ein wichtiges Werkzeug für den Arbeitsprozess der Comiczeichnerin.

## Veröffentlichung
Der Titel erschien 2020 vom Jaja Verlag als Hardcoverausgabe, die über 1,5 kg wiegt (612 Seiten, farbig, 17 × 23 cm, ISBN 978-3-948904-00-5). Im Jahr nach der Erstveröffentlichung erreichte das Werk die vierte Auflage mit 2000 Exemplaren.

## Rezeption
Für Andreas Platthaus stellt bereits Stulins Debüt einen „fulminante[n] Start […] mit zwei autobiographischen Bänden in einem Jahr“ dar. Die äußerst komplexe dritte Veröffentlichung zeige deutlich, dass „sich Paulina Stulins Erzählgeschick extrem weiterentwickelt“ habe. Das Werk sei ein Persönlichkeitsporträt, „das in dieser Intensität wenig Konkurrenz im deutschsprachigen Comic hat“. In die Süddeutsche Zeitung hält Martina Knoben fest, die Aussicht auf eine weitere Comicautobiografie begeistere zwar nicht auf Anhieb, „[t]atsächlich sollte man Paulina Stulins Bei mir zuhause aber auf keinen Fall verpassen“. Die Geschichte sei „spannend […] und großartig gezeichnet“, Lob finden sowohl die Stadtansichten als auch die Darstellung der Menschen. Lydia Herms sieht bei Deutschlandfunk Nova in der Graphic Novel eine „intime Auseinandersetzung der Autorin mit sich selbst“. Für Zita Bereuter stellt Bei mir zuhause eine der eindrucksvollsten Graphic Novels der letzten Jahre dar und diese sei ein „farbenfroher, prächtiger Kurzurlaub in Darmstadt“. Das dritte Werk von Paulina Stulin wurde ebenfalls bei 3sat-Kulturzeit und im ARD-Nachtmagazin vorgestellt.